# Båstad (gemeente)
Båstad is een Zweedse gemeente die gedeeltelijk in Skåne en gedeeltelijk in Halland ligt. De gemeente behoort tot de provincie Skåne län. Ze heeft een totale oppervlakte van 887,3 km² en telde 14.022 inwoners in 2004.
De grootste plaats is Båstad waar ongeveer de helft van de inwoners van de gemeente woont.

## Plaatsen
| - Båstad (plaats) - Förslöv - Torekov - Grevie | - Östra Karup - Västra Karup - Rammsjöstrand - Eskilstorp en Hemmeslövs gård | - Kattvik - Killebäckstorp - Axeltorp |

## Golfbanen in de gemeente
- Bjäre GK
- Båstad GK
- Sönnertorps GK
- Torekovs GK
- Åkagårdens GK
- Äppelgårdens GK

Ängelholm · Åstorp · Båstad · Bjuv · Bromölla · Burlöv · Eslöv · Hässleholm · Helsingborg · Höganäs · Höör · Hörby · Kävlinge · Klippan · Kristianstad · Landskrona · Lomma · Lund · Malmö · Örkelljunga · Osby · Östra Göinge · Perstorp · Simrishamn · Sjöbo · Skurup · Staffanstorp · Svalöv · Svedala · Tomelilla · Trelleborg · Vellinge · Ystad